# 5672 Libby
5672 Libby eller 1986 EE2 är en asteroid i huvudbältet som upptäcktes den 6 mars 1986 av den amerikanske astronomen Edward L.G. Bowell vid Anderson Mesa Station. Den är uppkallad efter Eleanor W. Libby.
Asteroiden har en diameter på ungefär 6 kilometer.